# 750 Oskar
Oskar (asteroide 750) é um asteroide da cintura principal com um diâmetro de 20,57 quilómetros, a 2,12663 UA. Possui uma excentricidade de 0,1299137 e um período orbital de 1 395,67 dias (3,82 anos).
Oskar tem uma velocidade orbital média de 19,05144507 km/s e uma inclinação de 3,95156º.
Este asteroide foi descoberto em 28 de Abril de 1913 por Johann Palisa.